# Korona Stefana Bocskaya

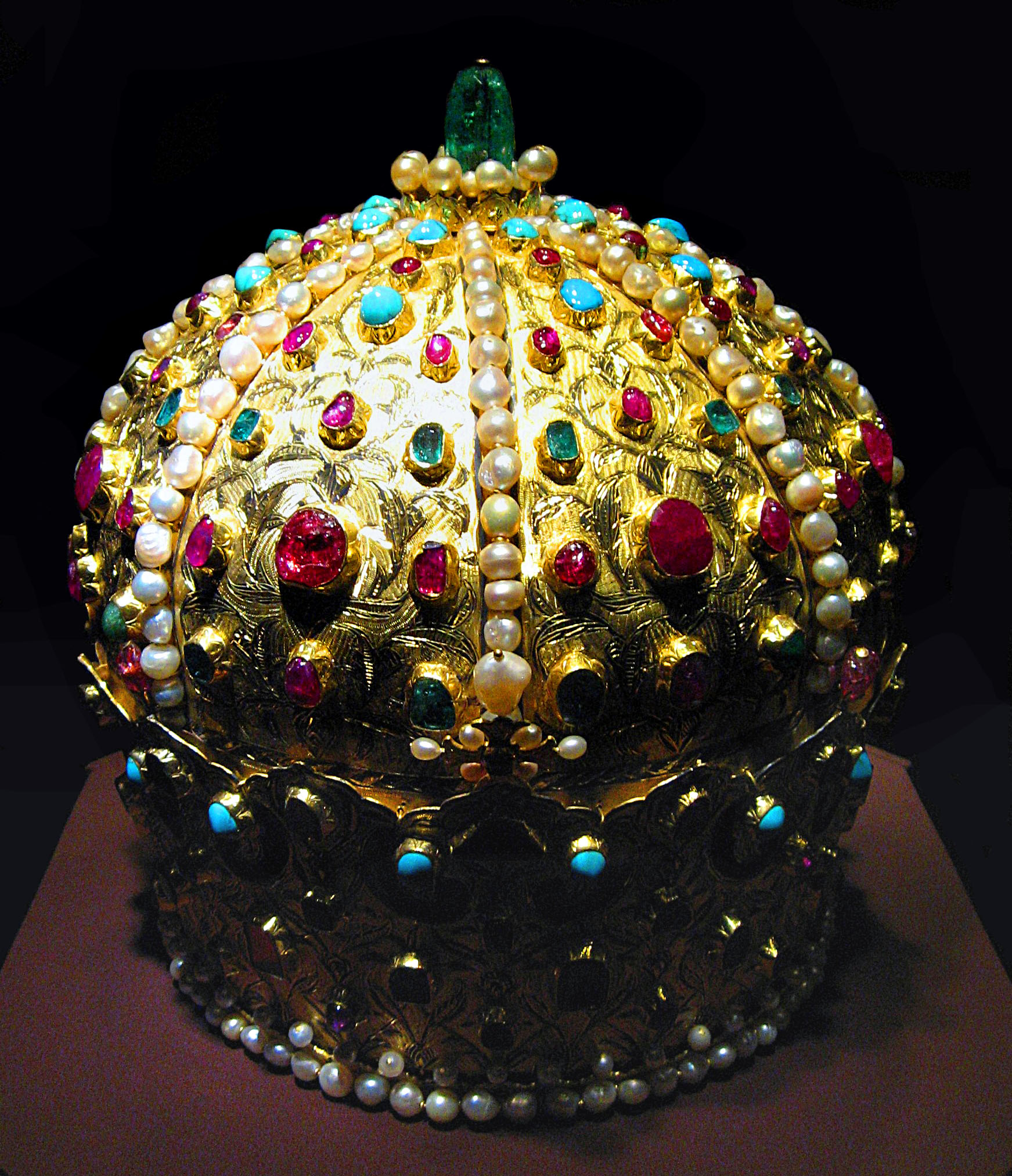
Korona Stefana Bocskaya

Korona Stefana Bocskaya – insygnium władzy, ozdobne nakrycie głowy w stylu orientalnym należące do księcia Siedmiogrodu i przywódcy powstania węgierskiego z początku XVII wieku, Stefana Bocskaya. Przechowywana jest w Schatzkammer na zamku Hofburg w Wiedniu.
Korona księcia Siedmiogrodu Stefana Bocskaya została wykonana w warsztacie mistrzów złotniczych na Bliskim Wschodzie na początku XVII wieku. Insygnium ma kształt hełmu i jest wykonane w całości ze złota. Zdobi je bogata ornamentyka o tematyce roślinnej, a także kamienie szlachetne: rubiny, szmaragdy, turkusy oraz perły. Korona składa się z dwóch części: szerokiej obręczy oraz nasadzonego na nią czepca bogato zwieńczonego szmaragdami i perłami.
Stefan Bocskay otrzymał tę koronę w prezencie od poselstwa sułtana tureckiego Ahmeda I w kwietniu 1605 roku jako znak przyzwolenia dla księcia do noszenia tytułu króla Węgier. Bocskay zamierzał się nią koronować, jednak w 1606 roku – mimo zwycięstw wojennych nad armią cesarza Rudolfa II Habsburga – zawarł traktaty pokojowe z Habsburgami (najpierw w Wiedniu a później w Zsitvatorok), w których zrezygnował z pretensji do tronu.
Po nagłej śmierci Stefana Bocskaya (w Koszycach w 1606) jego korona znalazła się w posiadaniu Habsburgów. W 1609 trafiła do wiedeńskiego skarbca, gdzie znajduje się do dziś.